# Selección femenina de fútbol de Palestina
La selección femenina de fútbol de Palestina representa a Palestina en las competiciones internacionales de fútbol femenino. El equipo fue fundado por Samar Araj en 2003. Su primer partido fue contra la selección de Jordania en 2005, y el resultado fue de derrota por 1-0. La selección femenina de fútbol de Palestina ha participado 3 veces en el Campeonato de la Federación de Fútbol de Asia Occidental desde 2005. A fecha de diciembre de 2019, ocupa el puesto 114 en el ranking FIFA. Su mejor posición histórica la logró en 2013, cuando se colocó en el puesto 84 de la FIFA, mientras que la peor la obtuvo en 2016, cuando bajó hasta el puesto 128.

## Contexto y composición
El fútbol es un deporte relativamente joven entre las mujeres palestinas, con apenas diez años de historia. A comienzos de 2017 había 400 palestinas registradas como futbolistas y tan solo 4 clubes de fútbol, así como una docena de fútbol sala. La mayoría de las jugadoras de la selección femenina de fútbol de Palestina son cristianas y provienen de Cisjordania o de la comunidad palestina de Israel. Su capitana es Claudie Salameh.

## Historia
Pese a tener poco más de una década de historia, la selección femenina de fútbol de Palestina es una de las más antiguas de la región; por ejemplo, Kuwait o Arabia Saudí carecen de selección femenina, mientras que la de Emiratos Árabes Unidos data de 2009. El primer partido de la historia del fútbol internacional femenino de Palestina tuvo lugar en 2005 en Amán, capital de Jordania, donde la selección palestina se enfrentó a la selección nacional de dicho país. El equipo jordano ganó por 9:0. El primer partido en casa de la selección femenina de fútbol palestina se celebró en el estadio Faisal al-Huseini, en la localidad de Al-Ram, en noviembre de 2009. Con más de 10.000 mujeres en las gradas de un total de 16.000 espectadores, el partido enfrentó una vez más a la selección palestina con la jordana, con resultado final de 2:2. La selección femenina de fútbol de Palestina ha participado 4 veces en el Campeonato de la Federación de Fútbol de Asia Occidental desde 2005, obteniendo en 2014 el subcampeonato tras derrotar por 4:0 a Baréin y Catar y perder en la final con Jordania.

## Problemas derivados de la ocupación israelí
Uno de los principales problemas que enfrentan las jugadoras de la selección palestina de fútbol es la dificultad para entrenar juntas debido a los frecuentes controles del ejército israelí, así como al muro israelí de Cisjordania. Por ejemplo, las participantes en el partido contra Tailandia el 3 de abril de 2017 se conocieron apenas 20 días antes del encuentro. Las severas restricciones al movimiento establecidas por Israel impiden que la selección nacional femenina de Palestina juegue en el único campo de hierba natural de Palestina, ubicado en Jericó. Además, para poder salir a jugar al extranjero necesitan solicitar un permiso a las autoridades israelíes, y la importación y el traslado de material deportivo también se ven seriamente afectados por la ocupación. Para las jugadoras gazatíes, viajar al resto de Palestina o al extranjero es virtualmente imposible debido al férreo bloqueo establecido por Israel sobre la Franja de Gaza. En 2019 ya no quedaban jugadoras gazatíes en la selección. Para las jugadoras cisjordanas, viajar al extranjero requiere de un permiso especial de las autoridades israelíes que se deniega a aquellas que hayan pasado alguna vez por las cárceles israelíes, algo relativamente común, dado que una quinta parte de la población palestina ha sido encarcelada por Israel desde que comenzase la ocupación en 1967.

## Estadísticas

### Copa Mundial Femenina de Fútbol
| Edición | Resultado               | Posición                | PJ                      | PG                      | PE                      | PP                      | GF                      | GC                      |
| ------- | ----------------------- | ----------------------- | ----------------------- | ----------------------- | ----------------------- | ----------------------- | ----------------------- | ----------------------- |
| 1991    | No existía la selección | No existía la selección | No existía la selección | No existía la selección | No existía la selección | No existía la selección | No existía la selección | No existía la selección |
| 1995    | No existía la selección | No existía la selección | No existía la selección | No existía la selección | No existía la selección | No existía la selección | No existía la selección | No existía la selección |
| 1999    | No existía la selección | No existía la selección | No existía la selección | No existía la selección | No existía la selección | No existía la selección | No existía la selección | No existía la selección |
| 2003    | No participó            | No participó            | No participó            | No participó            | No participó            | No participó            | No participó            | No participó            |
| 2007    | No participó            | No participó            | No participó            | No participó            | No participó            | No participó            | No participó            | No participó            |
| 2011    | No clasificó            | No clasificó            | No clasificó            | No clasificó            | No clasificó            | No clasificó            | No clasificó            | No clasificó            |
| 2015    | No clasificó            | No clasificó            | No clasificó            | No clasificó            | No clasificó            | No clasificó            | No clasificó            | No clasificó            |
| 2019    | No clasificó            | No clasificó            | No clasificó            | No clasificó            | No clasificó            | No clasificó            | No clasificó            | No clasificó            |
| 2023    | No clasificó            | No clasificó            | No clasificó            | No clasificó            | No clasificó            | No clasificó            | No clasificó            | No clasificó            |
| 2027    | Por disputarse          | Por disputarse          | Por disputarse          | Por disputarse          | Por disputarse          | Por disputarse          | Por disputarse          | Por disputarse          |
| Total   | 0/9                     | -                       | -                       | -                       | -                       | -                       | -                       | -                       |

### Copa Asiática Femenina de la AFC
| Edición | Resultado               | Posición                | PJ                      | PG                      | PE                      | PP                      | GF                      | GC                      |
| ------- | ----------------------- | ----------------------- | ----------------------- | ----------------------- | ----------------------- | ----------------------- | ----------------------- | ----------------------- |
| 1975    | No existía la selección | No existía la selección | No existía la selección | No existía la selección | No existía la selección | No existía la selección | No existía la selección | No existía la selección |
| 1977    | No existía la selección | No existía la selección | No existía la selección | No existía la selección | No existía la selección | No existía la selección | No existía la selección | No existía la selección |
| 1979    | No existía la selección | No existía la selección | No existía la selección | No existía la selección | No existía la selección | No existía la selección | No existía la selección | No existía la selección |
| 1981    | No existía la selección | No existía la selección | No existía la selección | No existía la selección | No existía la selección | No existía la selección | No existía la selección | No existía la selección |
| 1983    | No existía la selección | No existía la selección | No existía la selección | No existía la selección | No existía la selección | No existía la selección | No existía la selección | No existía la selección |
| 1986    | No existía la selección | No existía la selección | No existía la selección | No existía la selección | No existía la selección | No existía la selección | No existía la selección | No existía la selección |
| 1989    | No existía la selección | No existía la selección | No existía la selección | No existía la selección | No existía la selección | No existía la selección | No existía la selección | No existía la selección |
| 1991    | No existía la selección | No existía la selección | No existía la selección | No existía la selección | No existía la selección | No existía la selección | No existía la selección | No existía la selección |
| 1993    | No existía la selección | No existía la selección | No existía la selección | No existía la selección | No existía la selección | No existía la selección | No existía la selección | No existía la selección |
| 1995    | No existía la selección | No existía la selección | No existía la selección | No existía la selección | No existía la selección | No existía la selección | No existía la selección | No existía la selección |
| 1997    | No existía la selección | No existía la selección | No existía la selección | No existía la selección | No existía la selección | No existía la selección | No existía la selección | No existía la selección |
| 1999    | No existía la selección | No existía la selección | No existía la selección | No existía la selección | No existía la selección | No existía la selección | No existía la selección | No existía la selección |
| 2001    | No existía la selección | No existía la selección | No existía la selección | No existía la selección | No existía la selección | No existía la selección | No existía la selección | No existía la selección |
| 2003    | No participó            | No participó            | No participó            | No participó            | No participó            | No participó            | No participó            | No participó            |
| 2006    | No participó            | No participó            | No participó            | No participó            | No participó            | No participó            | No participó            | No participó            |
| 2008    | No participó            | No participó            | No participó            | No participó            | No participó            | No participó            | No participó            | No participó            |
| 2010    | No clasificó            | No clasificó            | No clasificó            | No clasificó            | No clasificó            | No clasificó            | No clasificó            | No clasificó            |
| 2014    | No clasificó            | No clasificó            | No clasificó            | No clasificó            | No clasificó            | No clasificó            | No clasificó            | No clasificó            |
| 2018    | No clasificó            | No clasificó            | No clasificó            | No clasificó            | No clasificó            | No clasificó            | No clasificó            | No clasificó            |
| 2022    | No clasificó            | No clasificó            | No clasificó            | No clasificó            | No clasificó            | No clasificó            | No clasificó            | No clasificó            |
| Total   | 0/20                    | -                       | -                       | -                       | -                       | -                       | -                       | -                       |

### Campeonato Femenino de la WAFF
| Edición | Resultado      | Posición     | PJ           | PG           | PE           | PP           | GF           | GC           |
| ------- | -------------- | ------------ | ------------ | ------------ | ------------ | ------------ | ------------ | ------------ |
| 2005    | Quinto lugar   | 5.º          | 4            | 0            | 1            | 3            | 1            | 21           |
| 2007    | No participó   | No participó | No participó | No participó | No participó | No participó | No participó | No participó |
| 2010    | Cuarto lugar   | 4.º          | 4            | 1            | 0            | 3            | 19           | 17           |
| 2011    | Fase de grupos | 7.º          | 3            | 1            | 0            | 2            | 4            | 16           |
| 2014    | Subcampeón     | 2.º          | 3            | 2            | 0            | 1            | 8            | 10           |
| 2019    | Quinto lugar   | 5.º          | 4            | 0            | 1            | 3            | 0            | 11           |
| 2022    | Cuarto lugar   | 4.º          | 3            | 0            | 1            | 2            | 1            | 8            |
| 2024    | Semifinal      | 4.º          | 4            | 2            | 0            | 2            | 4            | 9            |
| Total   | 7/8            | 6.º          | 25           | 6            | 3            | 16           | 37           | 92           |

## Últimos y próximos encuentros
Actualizado al último partido jugado el 27 de febrero de 2024
| Fecha      | Ciudad  | Local     | Resultado | Visitante | Competición                   |
| ---------- | ------- | --------- | --------- | --------- | ----------------------------- |
| 18-07-2023 | Beirut  | Líbano    | 5:0       | Palestina | Partido amistoso              |
| 21-07-2023 | Tripoli | Líbano    | 2:1       | Palestina | Partido amistoso              |
| 20-02-2024 | Jeddah  | Palestina | 3:0       | Irak      | Campeonato Femenino WAFF 2024 |
| 22-02-2024 | Jeddah  | Siria     | 0:1       | Palestina | Campeonato Femenino WAFF 2024 |
| 24-02-2024 | Jeddah  | Palestina | 0:4       | Nepal     | Campeonato Femenino WAFF 2024 |
| 27-02-2024 | Jeddah  | Jordania  | 5:0       | Palestina | Campeonato Femenino WAFF 2024 |